# On My Mind
Singles de Ellie Goulding
Powerful
(2015) Army
(2015)
Pistes de Delirium
Keep on Dancin'
(4) Around U
(6)
On My Mind est une chanson interprétée par l’auteure-compositrice-interprète anglaise Ellie Goulding. Elle est écrite par Goulding, Max Martin, Savan Kotecha et par Ilya Salmanzadeh (en). Ilya et Martin participent à la production du titre qui s’inscrit dans un style mêlant electropop, trap et reggae fusion avec un tempo moyen. Son avant-première radiophonique est programmée pour le 17 septembre 2015, en même temps que sa parution au format numérique. Distribué par le label Polydor, ce single sert de tremplin pour le lancement de Delirium, troisième album studio de la chanteuse. Une dizaine de jours après sa parution, la piste réussit à franchir la barre des dix millions de lectures sur le service de streaming musical Spotify.
Les critiques contemporaines lui donnent pour la plupart des évaluations positives, comparant de manière fréquente On My Mind avec la chanson Message in a Bottle du groupe The Police. Dès sa sortie, le morceau se hisse au sommet de plusieurs hit-parades britanniques, puis se positionne également dans le top cinq néo-zélandais grâce au grand nombre de téléchargements lors de la mise à disposition de la précommande de l’album. Il se classe également en Allemagne, en Australie, en Belgique, en Finlande, en Irlande, en Norvège, en Suède, en Suisse, ainsi qu'aux États-Unis, où il entre dans le top vingt du Billboard Hot 100 et devient ainsi le sixième single de Goulding à réaliser cette prouesse. Le vidéoclip musical l’accompagnant a lieu dans un casino à Las Vegas où Goulding s’immisce à dos de cheval afin de se venger de son ancien amant en lui dérobant tout son argent. En 2016, la chanteuse interprète le titre dans le cadre de sa tournée Delirium World Tour.

## Développement
Au cours d’une entrevue pour la station de radio anglophone Capital FM en janvier 2015, Ellie Goulding annonce que le premier extrait de son troisième album studio sera dévoilé « aux alentours du mois de mars ».
Toutefois, sa parution est reportée, en partie à cause du succès commercial de Love Me like You Do. Le 4 août 2015, John Janek, directeur général des labels Interscope Geffen A&M, communique au cours de l’événement iHeartMedia Music Summit à Los Angeles le titre de ce futur single, baptisé On My Mind. Deux jours plus tard, de nouvelles informations concernant la chanson sont révélées et notamment son statut de premier single. De plus, lors d’un entretien pour le magazine britannique Q, l’artiste affirme que ses fans seront en mesure de l'écouter « très bientôt ».
Le 24 août 2015, Capital FM décrit le morceau comme étant « quelque chose de très différent vis-à-vis d’elle sur le plan musical, mais dans un bon sens » et confirme que sa production est assurée par l’auteur-compositeur suédois Max Martin.
Le 17 septembre 2015, la chanteuse est présente dans les locaux de Capital FM à Londres pour assister à la première diffusion mondiale de la piste et pour annoncer que la mise à disposition de la précommande de son troisième album, intitulé Delirium, a été rendue publique au même moment.

## Composition
On My Mind est écrite par Ellie Goulding, Max Martin, Savan Kotecha et Ilya Salmanzadeh (en). D’une durée de trois minutes et trente-trois secondes environ, cette chanson puise ses influences à travers des styles musicaux relativement diversifiés tels que l’electropop et la musique trap, mais aussi le reggae fusion et l’electronica. Le titre commence avec Goulding chantant d’une voix solennelle sur une mélodie de guitare, qui change après quelques phrases pour devenir progressivement plus rythmée. En résumé, la chanson décrit la situation suivante : Goulding se rappelle des aventures qu’elle a vécu avec un ancien compagnon pour qui elle a eu un coup de foudre étant sous l’influence de l’alcool, sauf qu’elle ne comprend pas pourquoi, malgré tout, elle n’arrive pas à l’effacer de ses pensées. Le refrain est construit comme suit : « But my heart don't understand, why I got you on my mind ». Selon les partitions publiées sur Musicnotes.com par Sony/ATV Music Publishing, la piste a un tempo de 156 pulsations par minute. La voix de la chanteuse s’étend de la faible note de D4 jusqu’à la haute note de D5 et possède une tonalité en ré mineur.
Bien que l’idée soit démentie par Goulding, On My Mind est décrite par un certain nombre de critiques comme étant une réponse directe à la chanson Don't d’Ed Sheeran, sortie un an plus tôt,,,.

## Accueil critique
On My Mind reçoit majoritairement des avis positifs de la part des critiques. Billboard attribue au morceau une note de trois étoiles et demi sur cinq et le décrit comme étant un « infaillible tube radiophonique combinant les guitares clinquantes de Message in a Bottle du groupe The Police à une batterie trap crépitante, concevant ainsi la recette parfaite pour fournir des adieux épicés à votre amant ». Maeve McDermott du USA Today fait l’éloge du côté accrocheur d’On My Mind, tout en affirmant que le morceau est « en passe de devenir aussi omniprésent que tous les autres tubes produits par Max Martin » et ajoute que « Goulding introduit un riff qui se veut très ressemblant à celui de Message in a Bottle dans cet hymne prêt à faire exploser les ondes radio ». De même, Lewis Corner du site web Digital Spy affirme qu’« Ellie a recruté Max Martin pour nous délecter de ce rythme de guitare et de ce refrain plutôt oscillant au style très Police qui slalomera dans notre cerveau sans jamais vraiment en ressortir. Son sujet peut être ambiguë, mais une chose est certaine, Ellie progresse et ne cesse d’avancer ».

## Performance dans leshit-parades

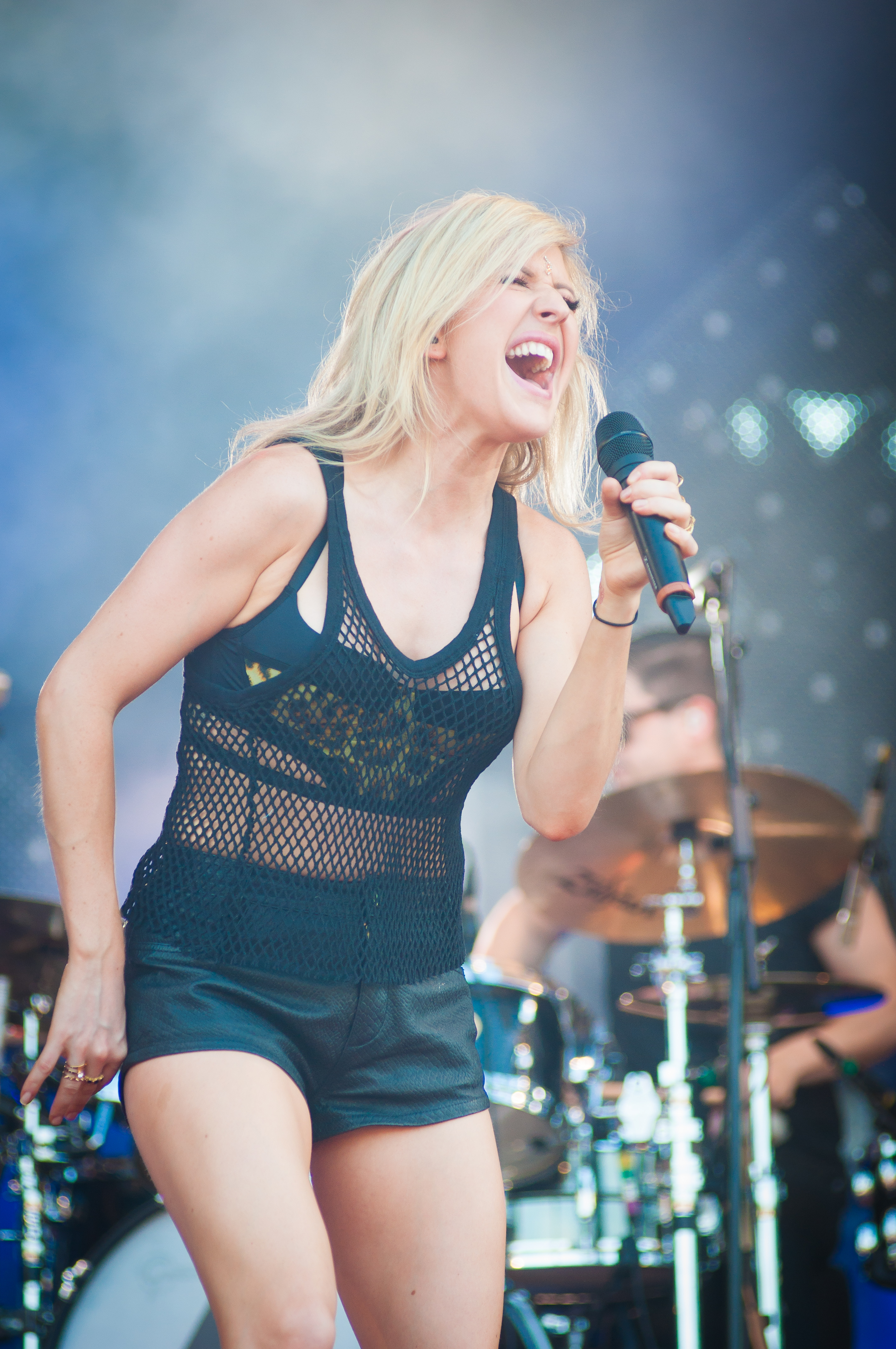
On My Mind est la onzième chanson d’Ellie Goulding (photo) la mieux classée au Royaume-Uni.

Le 25 septembre 2015, On My Mind commence son ascension à la septième position du UK Singles Chart, le classement des singles au Royaume-Uni. Une semaines après, la chanson atteint sa plus haute position dans le classement, la sixième, faisant d’elle la meilleure nouvelle entrée de la semaine et devenant la onzième chanson de Goulding la mieux placée dans le UK Singles Chart, notamment derrière Burn et Love Me like You Do qui ont toutes deux atteint la première position du classement. En Écosse et en Finlande, la chanson commence par se classer respectivement aux septièmes et neuvièmes places des hit-parades. En Europe, la piste se classe simultanément pour la première fois dans les classements nationaux en Allemagne, en Autriche, en Belgique (néerlandophone et francophone), au Danemark, en Irlande, en Italie, aux Pays-Bas, en République tchèque, en Slovaquie, en Suède et en Suisse. Au niveau continental, elle commence par se positionner à la trente-deuxième place du classement européen, l’Europe Official Top 100.
En Australie, la chanson entre dans les ARIA Charts à la quinzième position et à la cinquième place du RMNZ, le hit-parade des ventes de singles en Nouvelle-Zélande. Deux semaines plus tard, On My Mind atteint la septième position des ARIA Charts, faisant d’elle la chanson ayant connu la plus grande progression. Sur l’iTunes Store australien, le titre grimpe jusqu'à atteindre progressivement la première place du classement. Au Canada, la chanson fait sa première apparition dans le Canadian Hot 100 en trente-sixième position.
Lors de sa première entrée dans le hit-parade des États-Unis, le titre se classe dans le top vingt du classement américain, le Billboard Hot 100, à la vingt-deuxième position au cours de la semaine du 30 septembre 2015. Il s’agit non seulement de la meilleure performance de la semaine pour le lancement d’un nouveau titre mais également de la plus haute place qu’un premier single de Goulding ait réussi à atteindre dans ce classement ainsi que de son sixième single à réaliser cet exploit.

## Vidéoclip

### Développement
Le 25 août 2015, Ellie Goulding confie à Capital FM quelques détails sur le concept du clip vidéo d’On My Mind, affirmant « J’y apparais aux côtés d’une autre fille qui est très sexy et on est un peu comme Thelma et Louise », explique-t-elle, avant d’ajouter « Je pense que vous serez en mesure de le découvrir dans un mois à peu près. Je suis impatiente à l’idée de le montrer ». Elle révèle également qu’il a été réalisé par Emil Nava et tourné à Las Vegas, tout en commentant : « Ça a été filmé dans un endroit plutôt étrange. On s’est rendu dans ce vieux casino pour y tourner quelques scènes. J’ai encore une fois travaillé avec Emil [Nava] qui nous avait assisté pour le clip d’I Need Your Love de Calvin Harris. C’est un bon ami et on voulait faire quelque chose de complètement dingue. Une histoire incluant des chevaux et un gars très mauvais, un gangster. Il y a aussi une atmosphère propre à l’univers de Thelma et Louise ». Le contenu est dévoilé dans son intégralité le 21 septembre 2015 sur YouTube et Vevo. À ce jour, il a engendré plus de trente millions de lectures.

### Scénario
Au commencement, Goulding se trouve dans une chambre d’hôtel à Las Vegas, scène intercalée entre divers plans sur la thématique du casino ainsi que des séquences présentant des personnes montant à dos de chevaux. Alors que la chanson démarre, l’artiste se contemple à travers un miroir, juste avant que son amant surgisse derrière elle. Elle se met à chanter le premier couplet dans une pièce bleue et vide. Défilent ensuite plusieurs plans comprenant le couple dans la même chambre d'hôtel, puis dans une salle de bal et enfin l'homme se tenant seul à un bar et buvant de l'alcool. Vient par la suite une séquence montrant Ellie, debout devant une caravane, aux côtés d’une autre fille, sa complice, qui est assise sur une chaise. Une violente dispute entre Goulding et son amant éclate alors dans leur chambre d’hôtel. Ici, l’homme se détriple et apparaît à plusieurs endroits à la fois dans la même pièce, tout en hurlant de manière constante sur sa compagne, qui est assise à l’extrémité du lit. Des plans dépeignant la détérioration de leur relation sont alors présentés, juste avant d’apercevoir la chanteuse et son acolyte à dos de chevaux dans la zone de Las Vegas Strip, prêtes à se venger de son ancien amant. Goulding et sa complice se retrouvent ensuite dans un salon de coiffure, pendant que l'homme en question profite de son mode de vie luxueux et flirte avec une autre femme. Tandis que nos deux protagonistes continuent à descendre l'avenue principale, elles s’approchent d’un casino, appartenant vraisemblablement à son ancien compagnon et pénètrent dans l'édifice avec leurs chevaux. Les deux femmes font alors irruption dans le bâtiment, tout en passant devant des gens prenant plaisir à jouer aux machines à sous. Sa complice fracasse ensuite un vase avec une batte de baseball, scène entrecoupée de passages montrant le couple en pleine conversation dans le salon et les deux femmes munies de fusils devant leurs caravanes. Elles pénètrent subséquemment dans une zone en dehors du bureau dans lequel son ancien amant est en train de compter des billets de banque. Sa complice brandit un fusil à canon scié, s’en sert pour détruire la porte de cette pièce et effrayer l’homme. Elles pénètrent alors dans la pièce avec leurs chevaux et restent en place, tandis que l’homme fait valoir son cas et plaide devant elles. Divers plans montrant la chanteuse nue et quelques scènes avant la fin de leur relation sont montrées. Son acolyte s’empare de la batte de baseball et fracasse l’ampoule se trouvant au-dessus d’eux pour assombrir la pièce. L'homme a entre-temps été ligoté à sa chaise avec du ruban adhésif, tandis que Goulding et sa complice s’enfuient avec leurs chevaux et les liasses de dollars de son ex-mari. Plusieurs séquences apparaissent alors : les deux femmes qui trinquent des verres de champagne dans le salon de coiffure, qui jettent les billets dérobés du haut d'un toit et l’acolyte de Goulding qui tire un coup de fusil dans le plafond du casino. La chanteuse est alors vue en train de marcher le long d'un couloir dans un hôtel et chantant dans la pièce bleue. Le vidéoclip se termine sur un plan montrant les deux femmes chevauchant leurs montures tout en jetant des billets dans l'air.

## Interprétations en direct
La première représentation d’On My Mind est donnée le 19 septembre 2015 sur la scène du festival Apple Music au Roundhouse de Londres. Une semaine plus tard, le 27 septembre 2015, Goulding est conviée dans les studios de la station de radio britannique BBC Radio 1 afin d’interpréter une version acoustique de la chanson dans le cadre des sessions Live Lounge (en). À l’occasion d’un voyage promotionnel en Australie, la chanteuse est invitée sur le plateau de l’émission télévisée The X Factor le 5 octobre 2015 pour livrer une nouvelle prestation du morceau.

## Crédits
Personnel
- Ellie Goulding – chant, chœurs, composition
- Max Martin – composition, production
- Savan Kotecha – composition
- Ilya Salmanzadeh (en) – composition, production

Les crédits musicaux sont issus du livret de l’album Delirium.

## Classement hebdomadaire
| Classement (2015)                       | Meilleure position |
| --------------------------------------- | ------------------ |
| Allemagne (Media Control AG)            | 20                 |
| Australie (ARIA)                        | 3                  |
| Autriche (Ö3 Austria Top 40)            | 21                 |
| Belgique (Flandre Ultratop 50 Airplay)  | 3                  |
| Belgique (Flandre Ultratop 50 Singles)  | 10                 |
| Belgique (Wallonie Ultratop 50 Airplay) | 11                 |
| Belgique (Wallonie Ultratop 50 Singles) | 18                 |
| Canada (Hot 100)                        | 19                 |
| Canada (CHR/Top 40)                     | 40                 |
| Croatie (Airplay Radio Chart)           | 10                 |
| Danemark (Tracklisten)                  | 17                 |
| Écosse (OCC)                            | 7                  |
| États-Unis (Adult Pop Songs)            | 33                 |
| États-Unis (Dance/Mix Show Airplay)     | 28                 |
| États-Unis (Digital Songs)              | 5                  |
| États-Unis (Hot 100)                    | 13                 |
| États-Unis (On-Demand Songs)            | 14                 |
| États-Unis (Pop Airplay)                | 14                 |
| États-Unis (Radio Songs)                | 30                 |
| États-Unis (Streaming Songs)            | 32                 |
| États-Unis (Twitter Top Tracks)         | 15                 |
| Europe (Europe Official Top 100)        | 12                 |
| Finlande (Suomen virallinen lista)      | 8                  |
| France (SNEP)                           | 61                 |
| France (SNEP Streaming)                 | 54                 |
| France (SNEP Téléchargement)            | 61                 |
| Hongrie (Single Top 40)                 | 19                 |
| Hongrie (Stream Top 40)                 | 8                  |
| Irlande (IRMA)                          | 9                  |
| Italie (FIMI)                           | 25                 |
| Monde (Airplay World Official Top 100)  | 18                 |
| Monde (World Singles Official Top 100)  | 14                 |
| Norvège (VG-lista)                      | 16                 |
| Nouvelle-Zélande (RMNZ)                 | 4                  |
| Pays-Bas (Netherlands Top 40)           | 9                  |
| Pays-Bas (Single Top 100)               | 11                 |
| Tchéquie (IFPI Rádio)                   | 93                 |
| Royaume-Uni (Audio Streaming Chart)     | 8                  |
| Royaume-Uni (Singles Sales Chart)       | 5                  |
| Royaume-Uni (Singles Chart Update)      | 5                  |
| Royaume-Uni (UK Download Chart)         | 5                  |
| Royaume-Uni (UK Singles Chart)          | 6                  |
| Slovaquie (IFPI Rádio)                  | 26                 |
| Slovaquie (Singles Digitál Top 100)     | 7                  |
| Suède (Sverigetopplistan)               | 18                 |
| Suisse (Schweizer Hitparade)            | 22                 |

## Formats et éditions
| - Téléchargement mondial numérique (inclus avec la précommande de l’album) 1. On My Mind – 3:33 | - Maxi mondial de remixes 1. On My Mind (Jax Jones Remix) – 4:13 2. On My Mind (Metronomy Remix) – 3:11 3. On My Mind (Courage Remix) – 4:04 |

## Historique de sortie
| Pays ou continent | Date              | Format                                 |
| ----------------- | ----------------- | -------------------------------------- |
| Royaume-Uni       | 17 septembre 2015 | Diffusion radiophonique                |
| Monde             | 17 septembre 2015 | Téléchargement légal (single)          |
| États-Unis        | 22 septembre 2015 | Diffusion radiophonique                |
| Monde             | 16 octobre 2015   | Téléchargement légal (maxi de remixes) |